# Bruinrugmierpitta
De bruinrugmierpitta (Grallaria haplonota) is een zangvogel uit de familie Grallariidae (mierpitta's).

## Verspreiding en leefgebied
Deze soort komt voor van Venezuela tot Peru en telt vier ondersoorten:
- G. h. haplonota: noordelijk Venezuela.
- G. h. pariae: noordoostelijk Venezuela.
- G. h. parambae: westelijk Colombia en westelijk Ecuador.
- G. h. chaplinae: centraal Colombia, oostelijk Ecuador en noordelijk Peru.

## Status
De grootte van de populatie is niet gekwantificeerd maar de soort wordt omschreven als vrij algemeen. Op de Rode lijst van de IUCN heeft deze soort de status niet bedreigd.